# Грегорио-де-Лаферрере
Грегорио-де-Лаферрере (исп. Gregorio de Laferrère) — город, расположенный в муниципалитете Ла-Матанса, в провинции Буэнос-Айрес (Аргентина). Грегорио-де-Лаферрере формирует часть агломерации Большой Буэнос-Айрес.
Грегорио-де-Лаферрере находится на юго-западной оконечности территории Большого Буэнос-Айреса, в 24 км от центра столицы. С Буэнос-Айресом город связывает Национальная дорога 3.
Территории нынешнего Грегорио-де-Лаферрере была занята коровьими ранчо и с 1858 года являлась частью округа Сан-Хусто. Грегорио-де-Лаферрере официально был образован 4 мая 1911 года, когда политик и драматург Грегорио де Лаферрере, Онорио Луке и Педро Луро обратились к правительству провинции Буэнос-Айрес для разрешения основать город. Педро Луро, крупный землевладелец, ранее положил начало развитие Вилья-Луро, района Буэнос-Айреса. Место было выбрано у Буэнос-Айресской и Тихоокеанской железной дороги, а к 1913 году были проданы первые 20 домов с земельными участками. В том же году умер Лаферрере и новому городу было присвоено его имя.
Последствия Первая мировая война сказались на местную экономику и замедлили темпы роста города, но с созданием в Грегорио-де-Лаферрере первых институтов гражданского общества в 1922 году рост возобновился. В первые десятилетия своего существования население города росло медленно, отчасти это было связано с повторяющимися наводнениями реки Матанса, протекающей к востоку от города. Рост производства в округе, преимущественно в Сан-Хусто и других местностях к северу от Грегорио-де-Лаферрере, в 1940-е годы привлёк в город большое количество мигрантов из слаборазвитого севера страны.
Первый местный католический приход, а также футбольный клуб «Депортиво Лаферрере», были образованы в 1956 году. Священник нового прихода, Леопольдо Лопес Май, основал первое в городе высшее учебное заведение (Instituto Cristo Rey) в 1958 году. К 1970 году население города выросло до около 70 000 жителей. Грегорио-де-Лаферрере получил официальный статус города 18 сентября 1973 года.
В настоящее время Грегорио-де-Лаферрере является одним из самых экономически неблагополучных городских районов в стране, продолжая страдать от недостаточной инфраструктуры.